# Линдси, Джон, 19-й граф Кроуфорд
Джон Линдси (англ. John Lindsay; 1672 — декабрь 1713) — шотландский аристократ, 19-й граф Кроуфорд и 3-й граф Линдсей с 1698 года. Генерал-лейтенант, член Тайного совета Шотландии.

## Биография
Джон Линдси принадлежал к знатному англо-шотландскому роду, известному с XI века и владевшему баронией Кроуфорд на юге Ланаркшира. Он родился в 1672 году и стал старшим сыном Уильяма Линдси, 18-го графа Кроуфорда и 2-го графа Линдси, и его жены Мэри Джонстон. В 1698 году, после смерти отца, Джон унаследовал семейные владения и титулы. В 1702 году он стал членом Тайного совета, в 1703 году получил чин генерал-бригадира, в 1704 году стал полковником гвардии, в 1707 — генерал-майором, а в 1710 — генерал-лейтенантом. Умер 4 января 1714 года.
Линдси был женат на Эмилии Стюарт, дочери Джеймса Стюарта, лорда Доуна, и Кэтрин Толлемаш. В этом браке родились:
- Кэтрин (1697 — ?), жена Джона Вемисса[7];
- Джон (1702—1749), 20-й граф Кроуфорд[6];
- Уильям (1705—1755), капитан королевского флота[8];
- Мэри, жена Дугала Кэмпбелла[9][4][10].